# Two Door Cinema Club
I Two Door Cinema Club sono un gruppo musicale indie nordirlandese formato nel 2007 da Alex Trimble (voce e chitarra), Sam Halliday (voce e chitarra) e Kevin Baird (voce e basso). Finora la band ha pubblicato quattro album in studio e tre EP.

## Storia del gruppo

### Tourist History(2007-2011)
La band nasce nel 2007 quando i compagni di scuola Alex Trimble e Sam Halliday, di Bangor, decidono di mettere su un gruppo musicale. Ai due si unisce, grazie a degli amici in comune, Kevin Baird di Donaghadee. I tre lasciano quindi l'università per focalizzarsi sul loro lavoro musicale e, nel gennaio 2009, pubblica il suo primo EP, Four Words to Stand On, sotto l'etichetta parigina Kitsuné Music. L'EP aiuta a dare una prima notorietà alla band nel Regno Unito, anche grazie al singolo Something Good Can Work, pubblicato l'aprile successivo.
Tourist History, primo album in studio del gruppo, viene pubblicato il 16 febbraio 2010 nel Regno Unito sempre sotto la Kitsuné Music e il 27 aprile negli Stati Uniti dalla Glassnote Records. L'album, registrato negli Eastcote Studios di Londra durante l'estate 2009, ottiene un discreto successo in gran parte dell'Europa e negli Stati Uniti, venendo certificato anche disco d'oro nel Regno Unito. Grazie a questo album i TDCC si aggiudicano il loro primo premio, il Choice Music Prize per l'album irlandese dell'anno 2010. Il premio di 10.000 euro è stato da loro donato in beneficenza.
I singoli estratti sono stati Something Good Can Work, I Can Talk, Undercover Martyn e What You Know.

### Beacon(2012)
Il secondo album della band Beacon è uscito il 3 settembre 2012 ed è stato anticipato dal singolo Sleep Alone.
Nel 2013 i Two Door Cinema Club annunciano un tour mondiale, partecipando ad eventi come il Coachella Festival e il Reading Festival.

### Changing of the SeasonsEP (2013)
L'8 agosto 2013 la band annuncia che un nuovo EP intitolato Changing of the Seasons verrà pubblicato. Il 15 agosto BBC Radio 1 svela in anteprima il singolo. Verrà poi pubblicato il 30 settembre 2013.

### Gameshow(2016)
Il 4 aprile 2016 la band annuncia via Twitter che le registrazioni del terzo album sono completate ed inoltre annuncia la presenza, in estate, al festival di Glastonbury. Il 14 giugno 2016 viene svelata la copertina del nuovo album. Lo stesso giorno, BBC Radio 1 fa debuttare in anteprima una nuova canzone dell'album, Are We Ready? (Wreck). Dopo questo, la band mette in pre-order l'album. In seguito verranno poi pubblicati due singoli estratti dall'album in questione, Bad Decisions e Gameshow. Il 6 luglio 2016 la band pubblica il video musicale di Are We Ready? (Wreck). Finalmente, il 14 ottobre viene pubblicato il terzo album in studio, Gameshow.

### False Alarm(2019)
Nel febbraio del 2019, il gruppo ha rilasciato un teaser video sui loro social media, dando indizi sull'uscita del loro quarto album,
Il 18 Marzo 2019, è stato rilasciato il primo singolo "Talk" tratto dal quarto album.
Il 24 Aprile 2019, il gruppo ha rilasciato "Satellite" ed ha annunciato il nuovo album, False Alarm.
Nei due mesi successivi il gruppo ha rilasciato altri due singoli tratti dall'album intitolati "Dirty Air" e "Once" usciti rispettivamente il 21 Maggio 2019 ed il 19 Giugno 2019
False Alarm viene pubblicato il 21 Giugno 2019.

## Formazione
- Alex Trimble - voce, chitarra ritmica, sintetizzatore, programmazione
- Sam Halliday - voce, chitarra solista
- Kevin Baird - voce, basso, sintetizzatore

Turnisti
- Benjamin Thompson - batteria

## Discografia

### Album in studio
| Anno | Titolo          | Classifiche | Classifiche | Classifiche | Classifiche | Classifiche | Classifiche | Classifiche | Classifiche | Classifiche | Classifiche | Classifiche | Certificazioni |  |
| Anno | Titolo          | UK          | AUS         | BEL (Vall.) | CAN         | FRA         | IRL         | NL          | US          | US Alt      | US Rock     | US Ind.     | Certificazioni |  |
| ---- | --------------- | ----------- | ----------- | ----------- | ----------- | ----------- | ----------- | ----------- | ----------- | ----------- | ----------- | ----------- | -------------- |  |
| 2010 | Tourist History | 24          | 44          | 72          | —           | 51          | 16          | 72          | —           | —           | —           | 26          | UK: Oro        |  |
| 2012 | Beacon          | 2           | 4           | 19          | 21          | —           | 1           | 18          | 17          | 6           | 7           | 5           |                |  |
| 2016 | Gameshow        | 5           | 24          | 88          | —           | 54          | 10          | 94          | 79          | —           | C           | —           |                |  |
| 2019 | False Alarm     | 5           | 62          | 117         | —           | 128         | 28          | —           | —           | —           | —           | —           |                |  |
| 2022 | Keep On Smiling | —           | —           | —           | —           | —           | —           | —           | —           | —           | —           | —           | —              |  |

### EP
- 2009 - Four Words to Stand On
- 2010 - iTunes Live: London Festival '10
- 2013 - Changing of The Seasons
- 2019 - False Alarm - Remixed

### Singoli
| Anno | Titolo                  | Classifiche | Classifiche | Classifiche | Classifiche | Album di provenienza |
| Anno | Titolo                  | UK          | IRL         | US Alt.     | US Rock     | Album di provenienza |
| ---- | ----------------------- | ----------- | ----------- | ----------- | ----------- | -------------------- |
| 2009 | Something Good Can Work | 56          | 18          | —           | —           | Tourist History      |
| 2009 | I Can Talk              | —           | —           | —           | —           | Tourist History      |
| 2010 | Undercover Martyn       | —           | 49          | —           | —           | Tourist History      |
| 2010 | Come Back Home          | —           | —           | —           | —           | Tourist History      |
| 2011 | What You Know           | 64          | —           | 22          | 40          | Tourist History      |
| 2012 | Sleep Alone             | 79          | 89          | 19          | 32          | Beacon               |
| 2012 | Sun                     | 66          | 59          | —           | —           | Beacon               |
| 2013 | Next Year               | 188         | —           | —           | —           | Beacon               |
| 2013 | Handshake               | —           | —           | —           | —           | Beacon               |
| 2016 | Are We Ready? (Wreck)   | 166         | —           | —           | —           | Gameshow             |
| 2016 | Bad Decisions           | —           | —           | 39          | —           | Gameshow             |
| 2016 | Gameshow                | —           | —           | —           | —           | Gameshow             |
| 2016 | Ordinary                | —           | —           | —           | —           | Gameshow             |
| 2017 | Lavender                | —           | —           | —           | —           | Gameshow             |
| 2019 | Talk                    | —           | —           | —           | —           | False Alarm          |
| 2019 | Satellite               | —           | —           | —           | —           | False Alarm          |
| 2019 | Dirty Air               | —           | —           | —           | —           | False Alarm          |
| 2019 | Once                    | —           | —           | —           | —           | False Alarm          |